# Varronia inermis
Varronia inermis är en strävbladig växtart som först beskrevs av Philip Miller, och fick sitt nu gällande namn av A. Borhidi. Varronia inermis ingår i släktet Varronia och familjen strävbladiga växter. Inga underarter finns listade i Catalogue of Life.